# مدرسه مجدیه
مدرسهٔ مجدیّه در کاشان به‌دست فضل‌الله راوندی در دهه‌های نخستین سدهٔ ششم قمری ساخته شد. مدرسه‌ای بزرگ بود و خود راوندی در آن آموزش می‌داد.